# Shipbourne
Shipbourne is een | ONS-code = E04005106 in het bestuurlijke gebied Tonbridge and Malling, in het Engelse graafschap Kent.

## Geboren
- Edna Clarke Hall (1879-1979), dichteres en kunstenares